# Antonio Gates
Antonio D. Gates (født 18. juni 1980 i Detroit, Michigan, USA) er en amerikansk footballspiller, der spiller i NFL som tight end for San Diego Chargers. Han har spillet for klubben lige siden han kom ind i ligaen i 2003. I løbet af sin tid i NFL er han hele otte gange blevet udvalgt til Pro Bowl, ligaens All-Star kamp.

## Klubber
- 2003-: San Diego Chargers